# Wappen und Flagge Bremerhavens
Die Flagge der Stadt Bremerhaven zeigt das Wappen der Stadt auf einer Rot-Weiß-Roten Trikolore.

## Blasonierung
Das Wappen zeigt in Silber, über gewelltem blauem Schildfuß mit silbernem Fisch, ein Hanseschiff mit blauem Dach auf dem Achterkastell. Auf den Segeln drei Wappen: 1 in Rot ein silberner Schlüssel, darüber in Silber ein rotes Tatzenkreuz, 2 in Blau ein goldener Anker, 3 in Rot zwei gekreuzte silberne Sensenblätter.
Die Stadt Bremerhaven legte sich dieses Wappen nach der Eingliederung der Stadt Wesermünde in das Bundesland Bremen und deren Umbenennung in Bremerhaven 1947 zu. Offiziell angenommen wurde es am 28. Mai 1947; der Entwurf stammt von dem Künstler Waldemar Mallek aus Münster. Schiff und Fisch weisen auf die Bedeutung Bremerhavens als Hafen- und Fischereistandort hin. Die Wappen auf den Segeln symbolisieren die drei ehemaligen Städte Bremerhavens (Bremer Schlüssel und Tatzenkreuz), Geestemünde (Anker) und Lehe (Sensenblätter).

Aktuelle Versionen
Wappen Bremerhavens
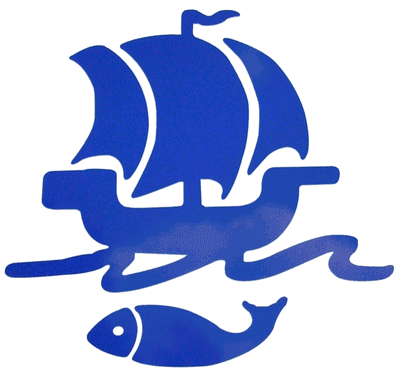
Stilisierte Version des Wappens, wie es heute von der Stadtverwaltung verwendet wird
Flagge Bremerhavens
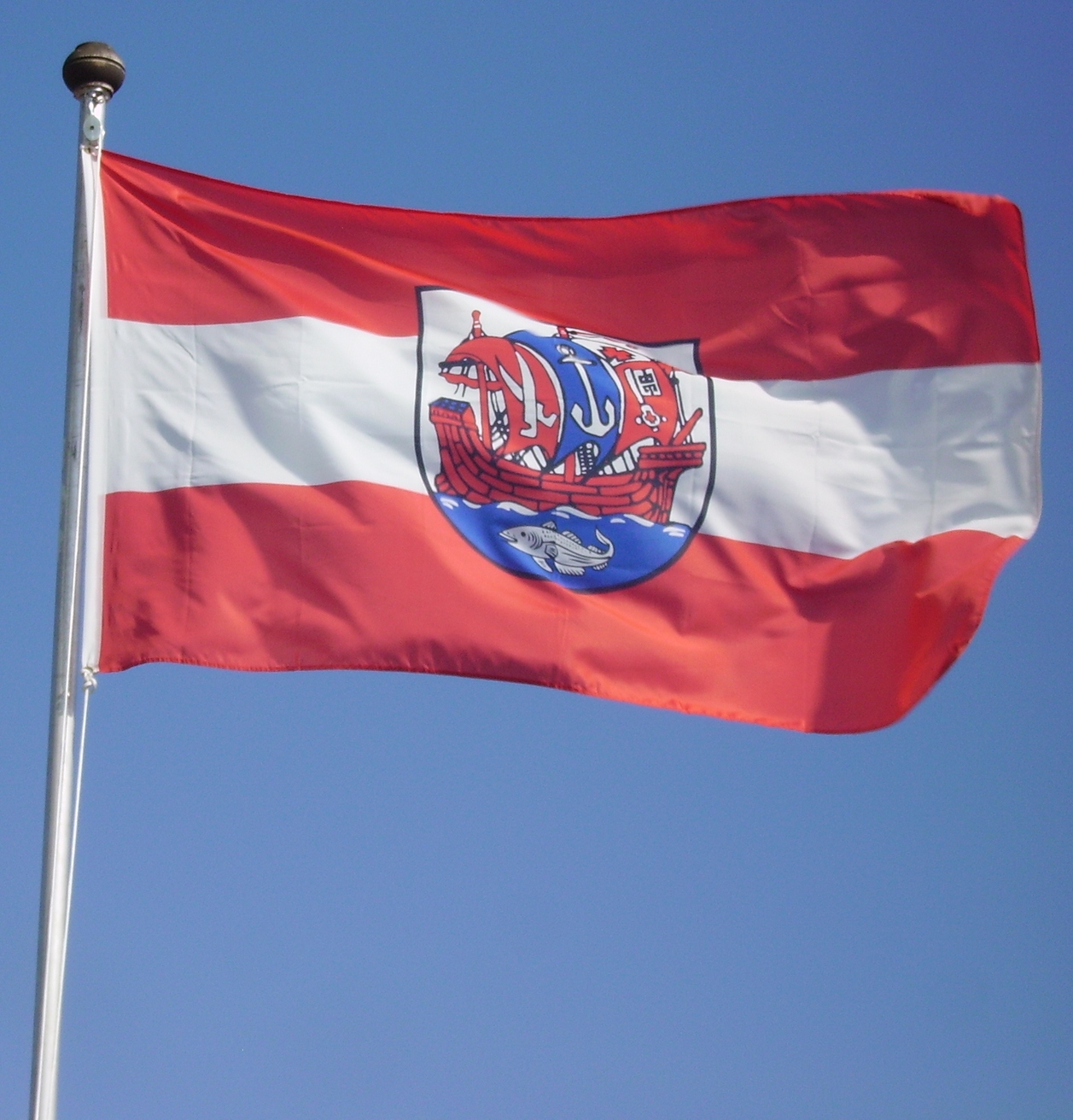
Die Flagge im Wind

| Jahr | Vorgänger   | Vorgänger   | Zusammengeführt | Anmerkung                                                 |
| ---- | ----------- | ----------- | --------------- | --------------------------------------------------------- |
| 1924 | Geestemünde | Lehe        | Wesermünde      | Geestemünde und Lehe werden zu Wesermünde zusammengelegt. |
| 1939 | Wesermünde  | Bremerhaven | Wesermünde      | Die Stadt Bremerhaven wird angefügt.                      |
| 1947 | Wesermünde  |             | Bremerhaven     | Wesermünde wird in Bremerhaven umbenannt.                 |

Wappen vor der Zusammenführung – hier Versionen von Otto Hupp
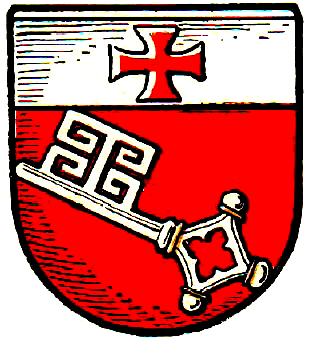
Bremerhaven (1880–1939)

- Bremerhaven
 (1880–1939)